# 210939 Bödök
210939 Bödök è un asteroide della fascia principale. Scoperto nel 2001, presenta un'orbita caratterizzata da un semiasse maggiore pari a 3,1784150 UA e da un'eccentricità di 0,1908152, inclinata di 6,37012° rispetto all'eclittica.